# Loxofidonia muscicapata
Loxofidonia muscicapata är en fjärilsart som beskrevs av Hugo Theodor Christoph 1881. Loxofidonia muscicapata ingår i släktet Loxofidonia och familjen mätare. Inga underarter finns listade i Catalogue of Life.